# Glándula lagrimal

Las glándulas lagrimales tienen como función producir las lágrimas que están alojadas en la fosa lagrimal, que está situada en la parte superior externa de cada órbita. Existen varias glándulas accesorias situadas en el párpado, conocidas como glándulas de Meibomio, cuya secreción también forma parte de la glándula lagrimal.
Las lágrimas están conformadas por agua, cloruro de sodio (sal común) y albúmina y su función es mantener limpia y húmeda la superficie del ojo, nutrir la córnea en su parte externa y actuar como lubricante para facilitar el movimiento de los párpados. 
La glándula lagrimal se encuentra dividida por el tendón del músculo elevador del párpado superior en dos partes: una porción superior u orbitaria y una porción inferior o palpebral.
Las lágrimas van a desembocar por el conducto lágrimo-nasal a las fosas nasales, por debajo del cornete inferior, al meato nasal inferior; allí se evaporan debido al paso del aire por la nariz.
El nervio que recoge la sensibilidad de la glándula lagrimal es el nervio lagrimal, una rama del nervio oftálmico, a su vez rama del nervio trigémino.
El nervio que estimula la glándula lagrimal para que produzca lágrimas es un nervio motor y vegetativo parasimpático. Las fibras parasimpáticas viajan desde el nervio facial (séptimo par craneal) por medio del nervio petroso mayor y del nervio del conducto pterigoideo hasta llegar al ganglio pterigopalatino, lugar en el cual hacen sinapsis con los cuerpos neuronales y salen como fibras postganglionares. Estas fibras se anastomosarán con la segunda rama del nervio trigémino (quinto par craneal) y saldrán de él a través del nervio cigomático. Este se anastomosará con el asa comunicante procedente del nervio lagrimal y, a través de su rama lagrimal, inervará parasimpáticamente la glándula lagrimal.

- Datos: Q913628